# Plopsa Station Antwerp
Plopsa Station Antwerp est un parc d'attractions couvert situé dans la gare d'Anvers-Central, à Anvers, en Belgique. 
Inauguré en avril 2017 sous le nom Comics Station, son thème évolue autour de six personnages de bande dessinée belges : Bob et Bobette, Lucky Luke, Les Schtroumpfs, Gil et Jo, Urbanus (nl) et Fanny et Cie. 
Le parc fait face à des difficultés financières et à la suite de plusieurs appels d'offres, est racheté par Studio 100 fin 2019. Le parc rouvre ses portes, sous le nom de Plopsa Station Antwerp le 23 octobre 2021.

## Histoire
En 2013, Wim Hubrechtsen, Jeroen Jespers et Mark Kiekens (anciens employés du Studio 100) ont l'idée de créer un parc à thème autour des personnages de dessins animés belges mondialement connus.
Ils négocient avec la SNCB pour reprendre l'emplacement prévu à l'origine pour un terminal Thalys dans la gare d'Anvers-Central, puis avec différents éditeurs — Standaard Uitgeverij WPG, Ballon Media et IMPS — pour utiliser les licences de personnages de bande dessinée.
Il est annoncé en 2014 que le parc ouvrirait ses portes en 2016, mais les travaux prennent du retard et la construction du parc ne commence qu'en 2016. Il ouvre finalement au printemps 2017, en présence du Prince Laurent. Sa construction revient à 12,5 millions d'euros.

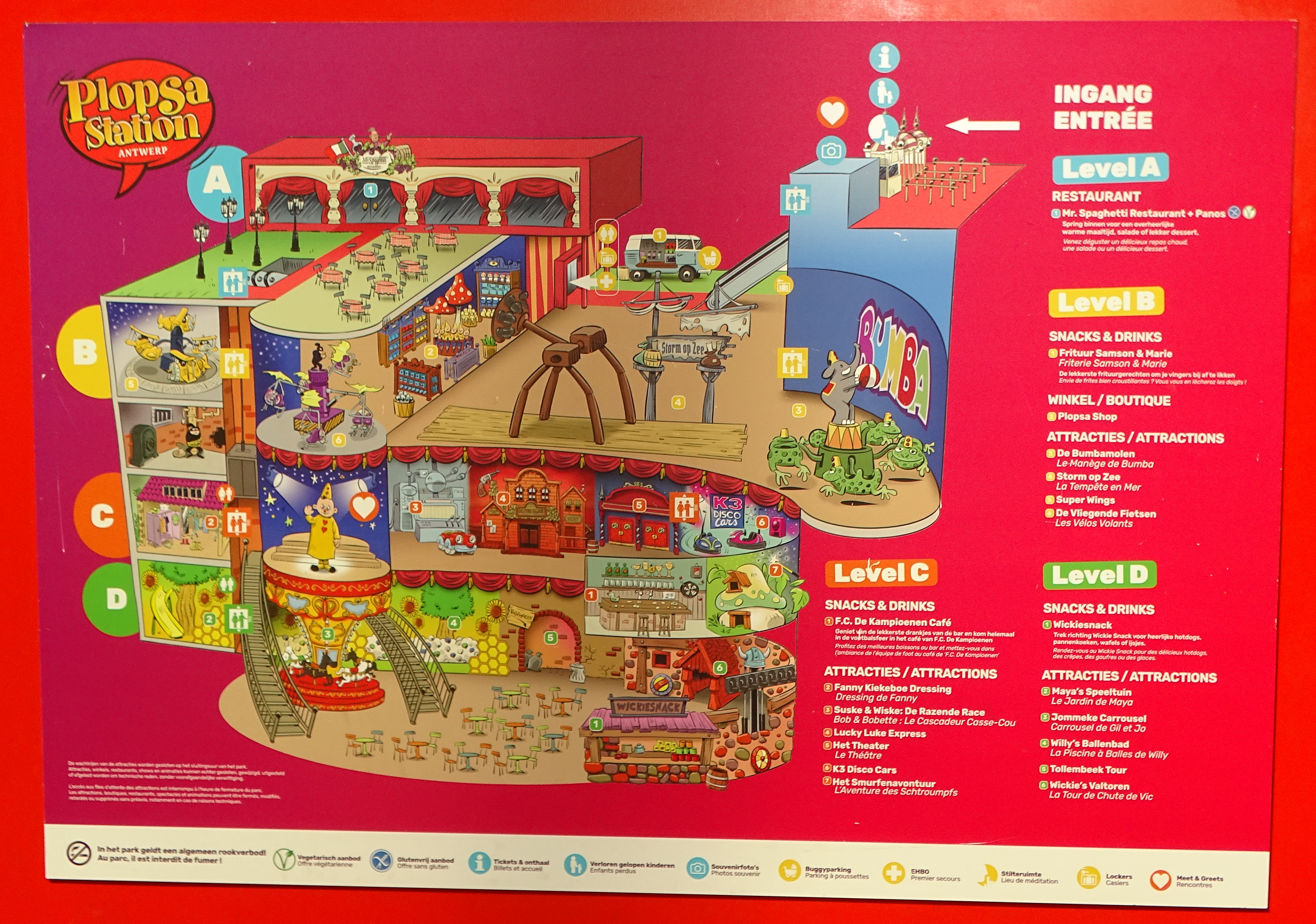
Plan du complexe en septembre 2023.

En raison de résultats décevant, le 23 décembre 2019, Studio 100 annonce la reprise du parc,, ainsi que son nouveau nom ; « Plopsa Station ». Le parc est fermé avec une ouverture initialement prévue au printemps 2020. Plopsa annoncera plus tard qu'il ne serait pas en mesure d'ouvrir le parc renouvelé avant octobre 2021.
Son nouveau logo, dévoilé le 22 juin 2020, présente son nom dans une bulle rouge, en haut de laquelle se trouvent Bob et Bobette, Lucky Luke, Urbanus, Gil de Gil et Jo, Marcel de Fanny et Cie et le clown Bumba. Les personnages de dessins animés — qui ne sont pas la propriété du Studio 100 — resteront représentés. À cet effet, la société a conclu un accord avec Standaard Uitgeverij au moment de la reprise (entre-temps une société de fusion de la maison d'édition du même nom avec Ballon Media).
Le parc ouvre sous le nom Plopsa Station Antwerpen le 23 octobre 2021 avec plusieurs nouvelles attractions ; Le Manège de Bumba, Les Vélos Volants, Carrousel de Gil et Jo, K3 Disco Cars, Le Jardin de Maya, La Tempête en Mer, La Tour de Chute de Wickie et La Piscine à Balles de Willy,.

## Attractions
- Bob & Bobette : le cascadeur casse-cou
- Carrousel de Gil et Jo - Carrousel (2021)
- Dressing de Fanny (2017)
- K3 Disco Cars - Autos tamponneuses (2021)
- L'aventure des Schtroumpfs - Parcours scénique interactif d'Alterface[7],[8] (2017).
- La Piscine à Balles de Willy - Piscine à boules (2021)
- La Tempête en Mer - Frisbee (2021)
- La Tour de Chute de Wickie - Tour de chute de Zierer (2021)
- Le Jardin de Maya - Aire de jeu
- Le Manège de Bumba - Jump Around de Zamperla (2021)
- Les Vélos Volants - Magic Bikes de Zamperla (2021)
- Lucky Luke Express - cinéma interactif et galerie de tir d'Alterface (2017)
- Super Wings -
- Tollembeek Tour - Palais du rire (2017)

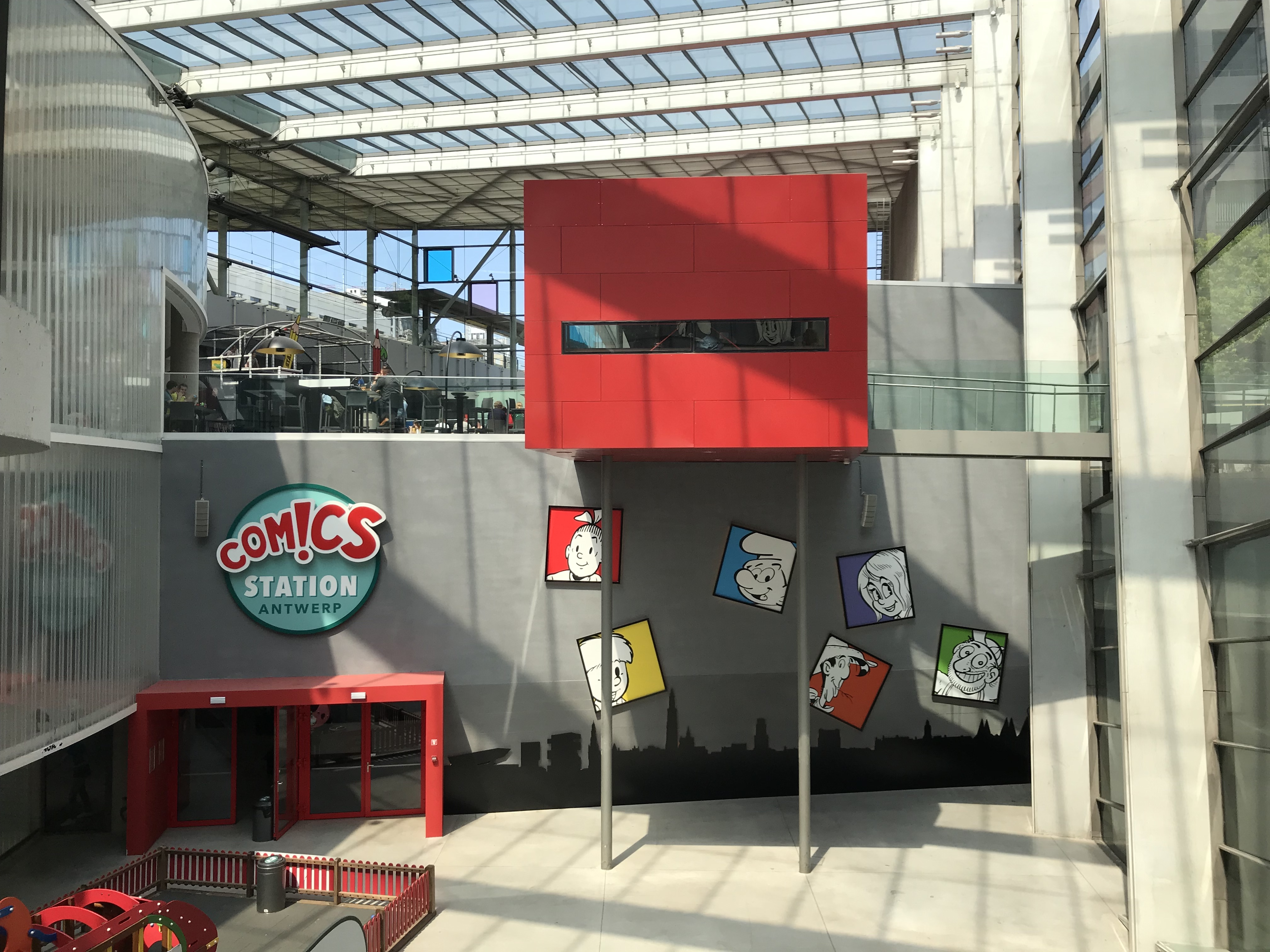
Entrée de Comics Station, en 2019.
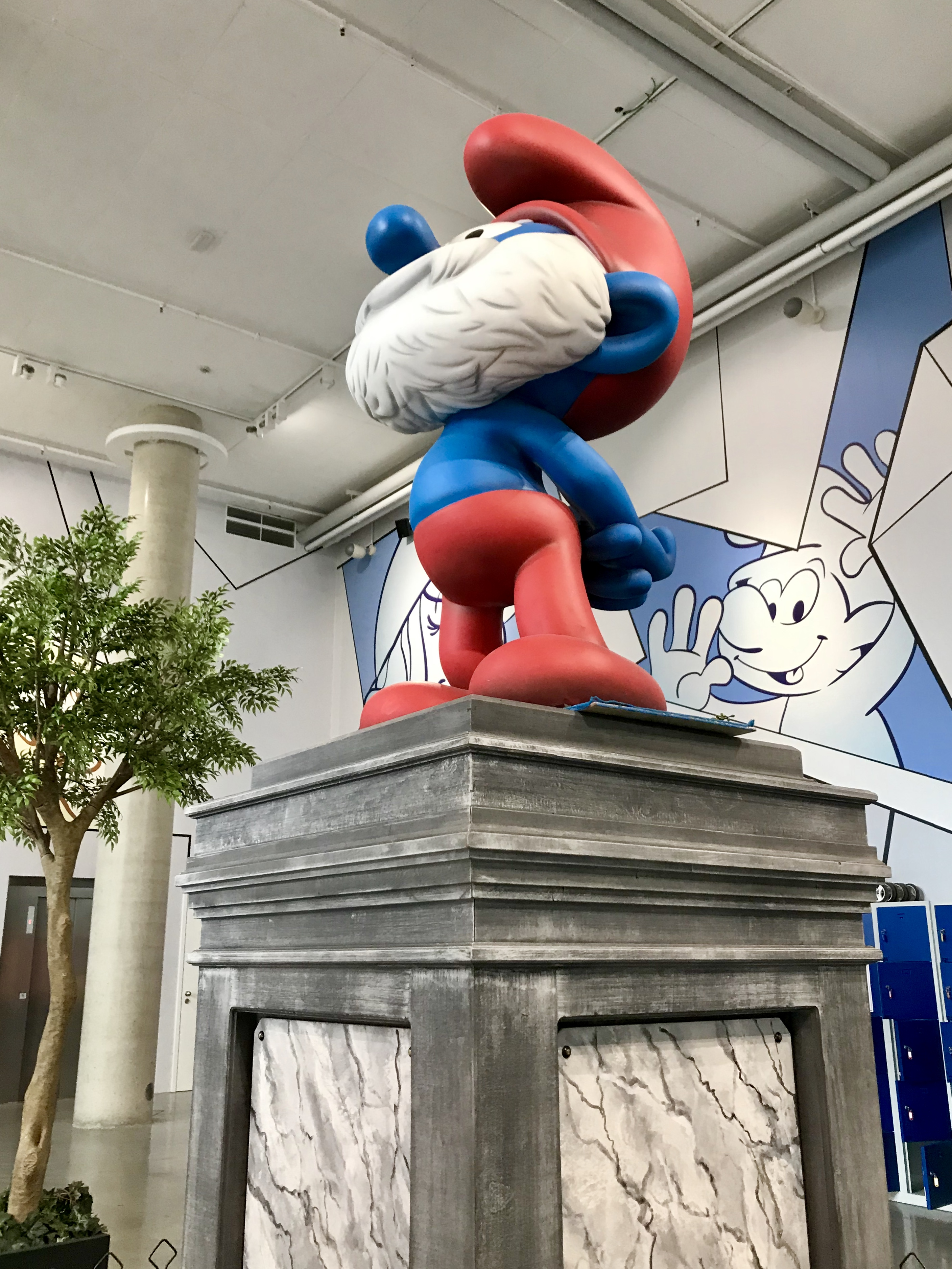
Statue du Grand Schtroumpf dans le hall d'entrée, en 2019.
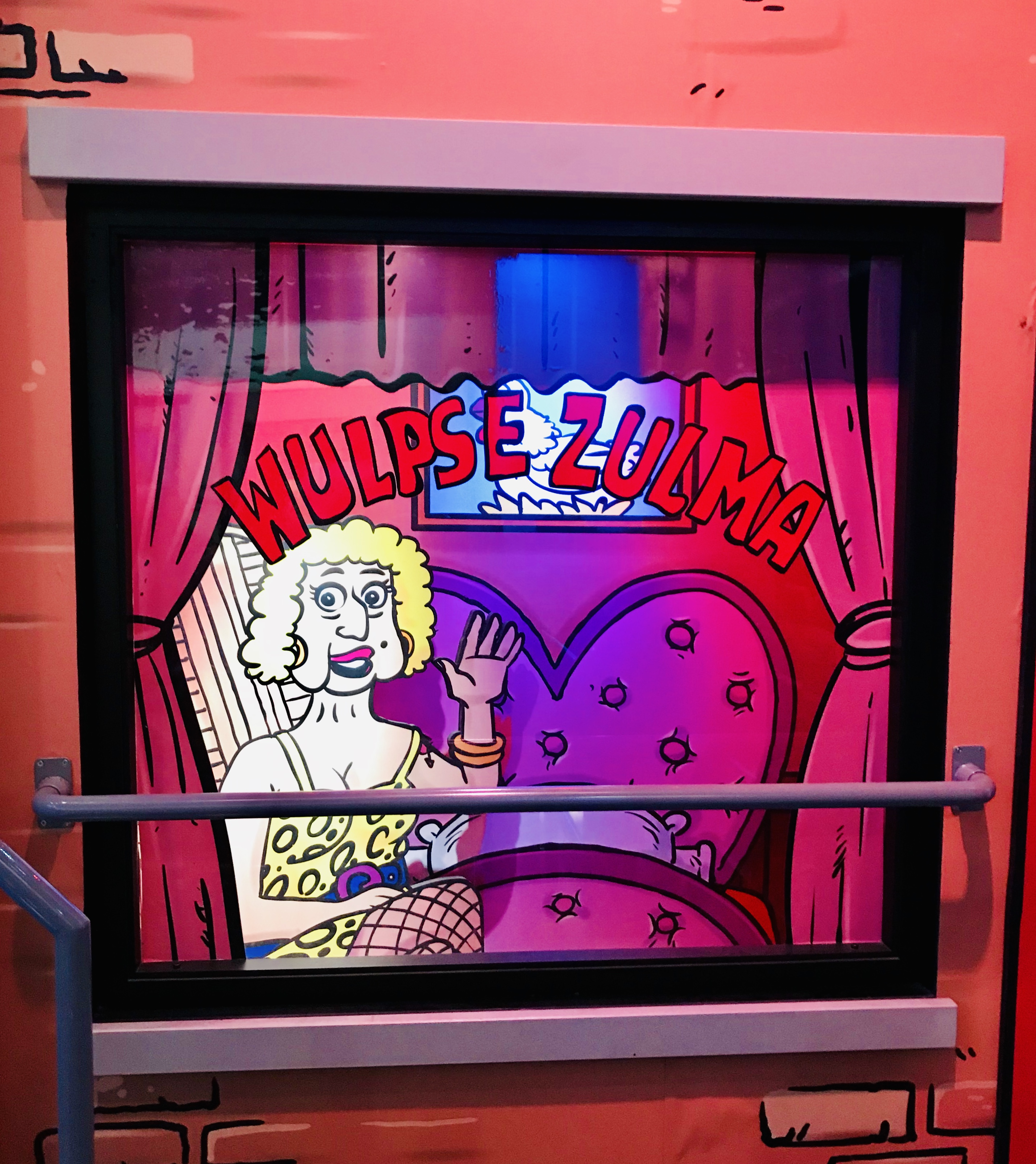
Wulpse Zulma, la prostituée des aventures d'Urbanus (nl).
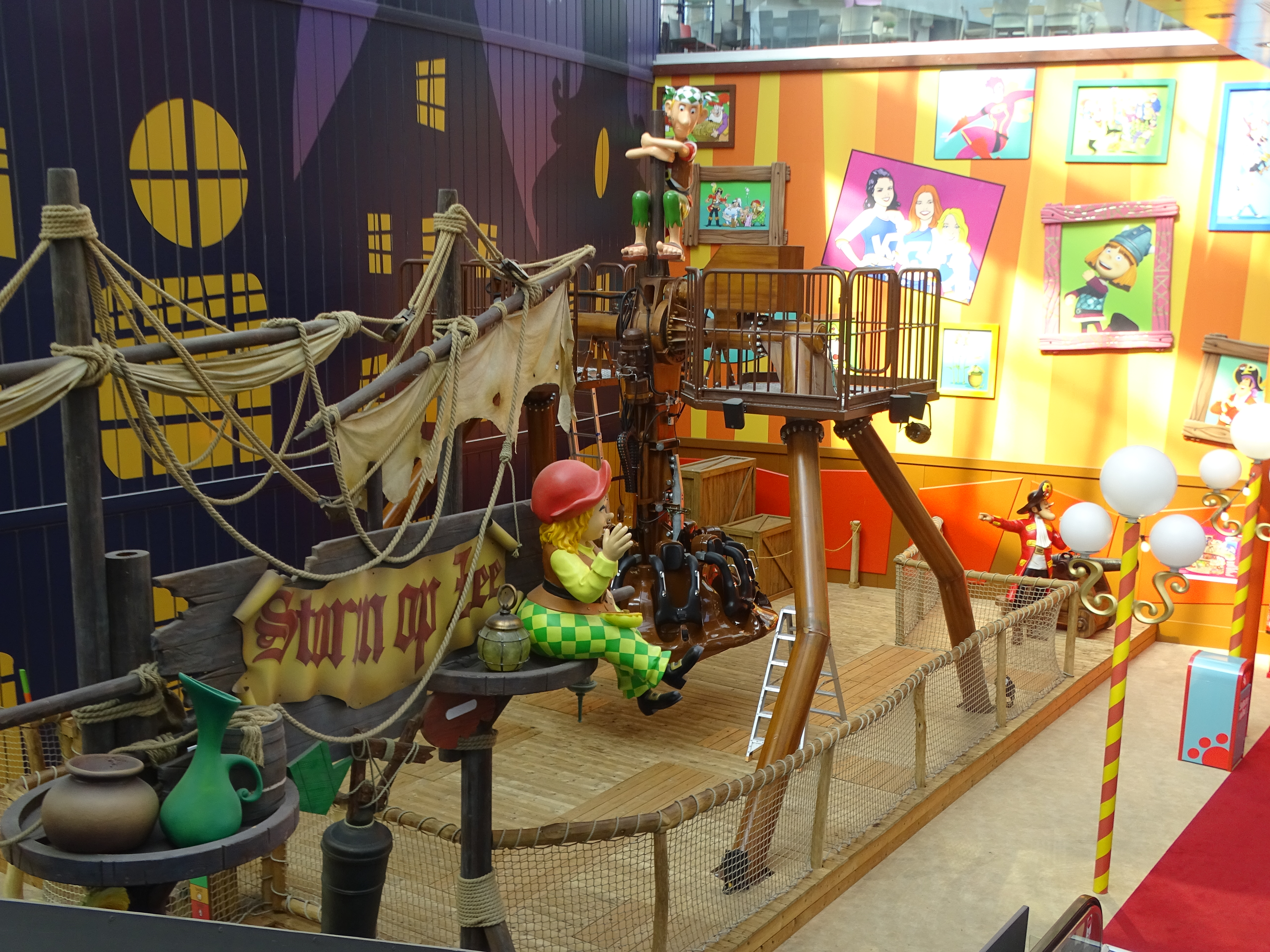
La Tempête en Mer.
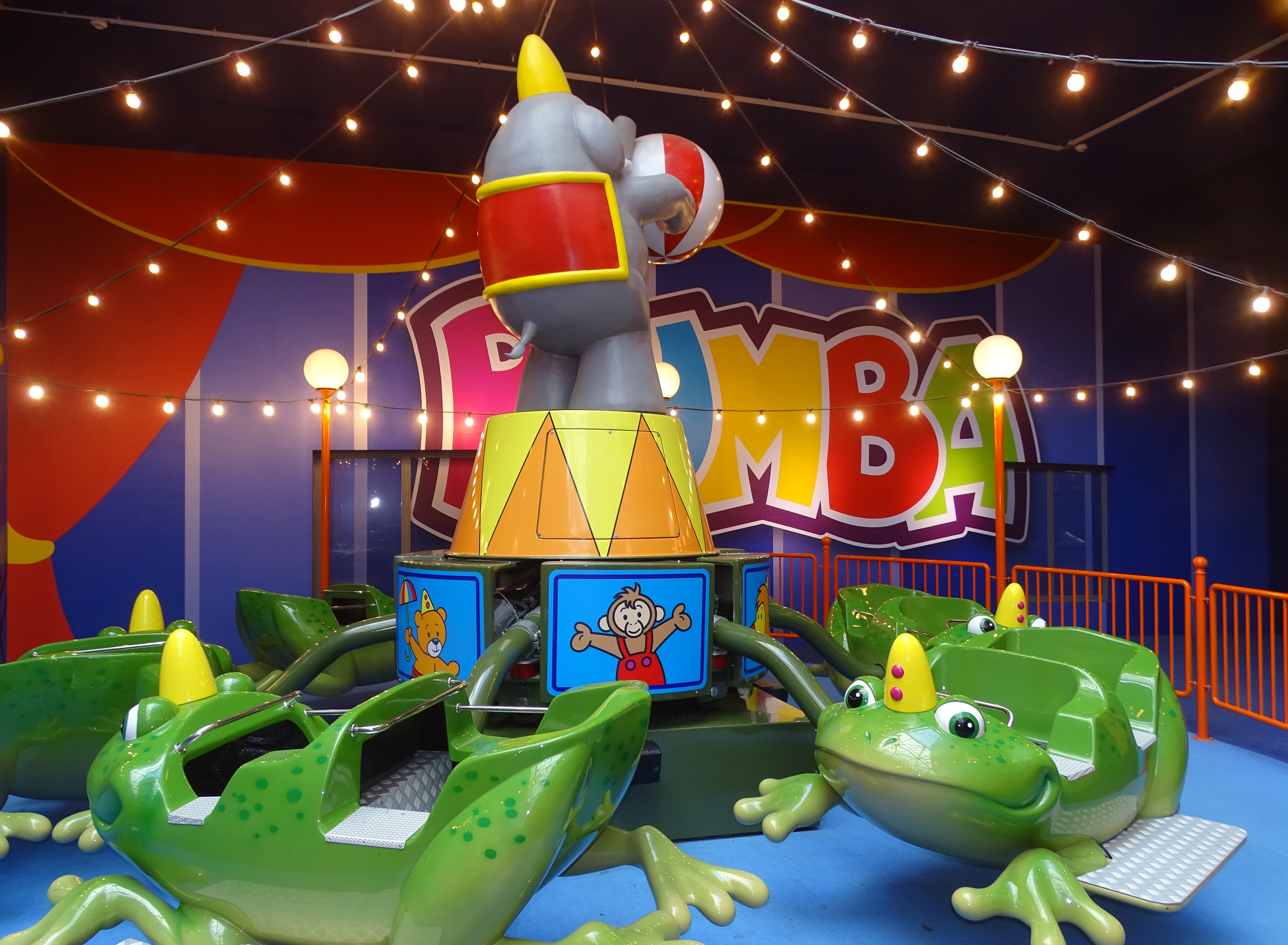
Le Manège de Bumba.
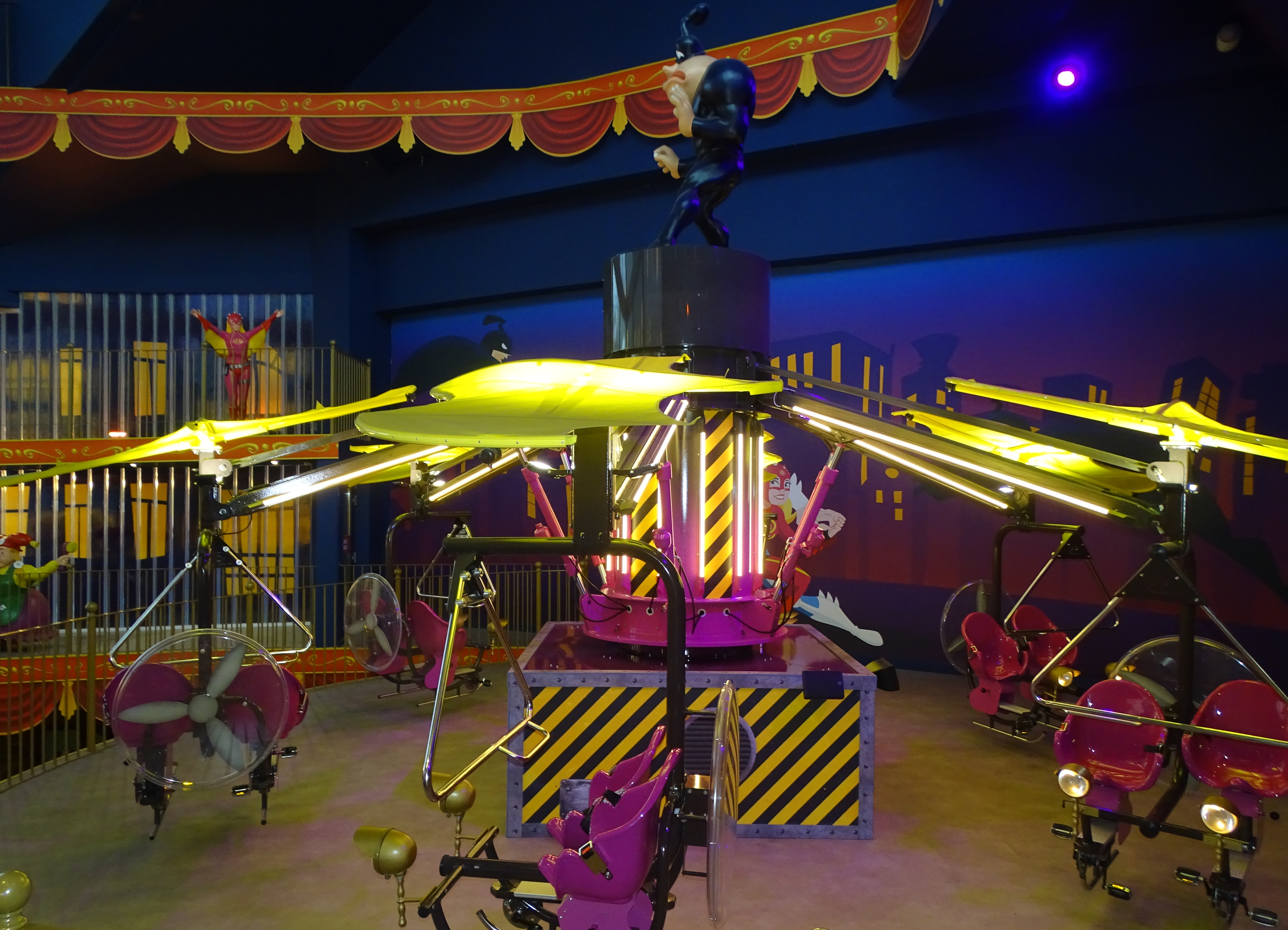
Les Vélos Volants.
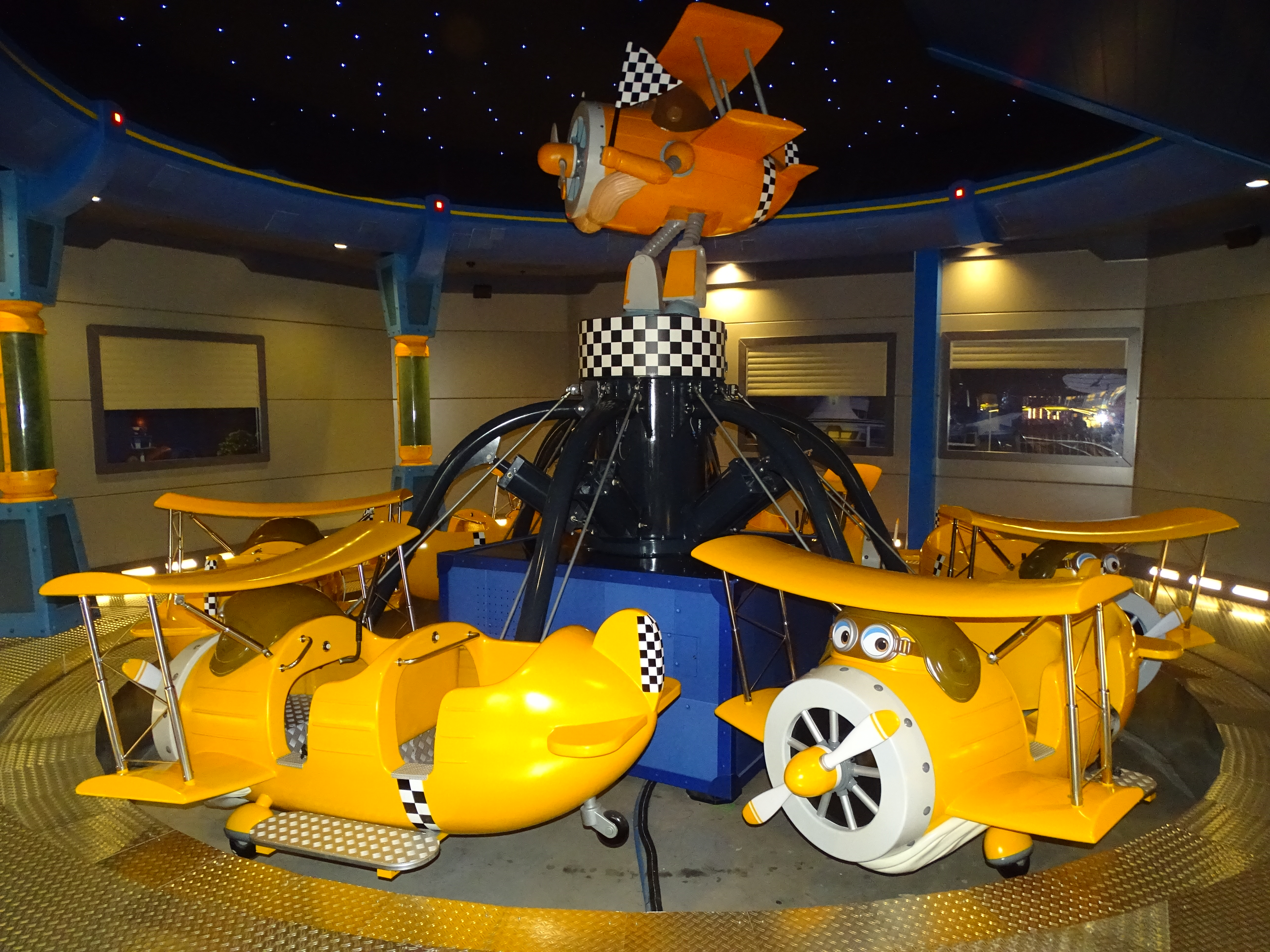
Super Wings.
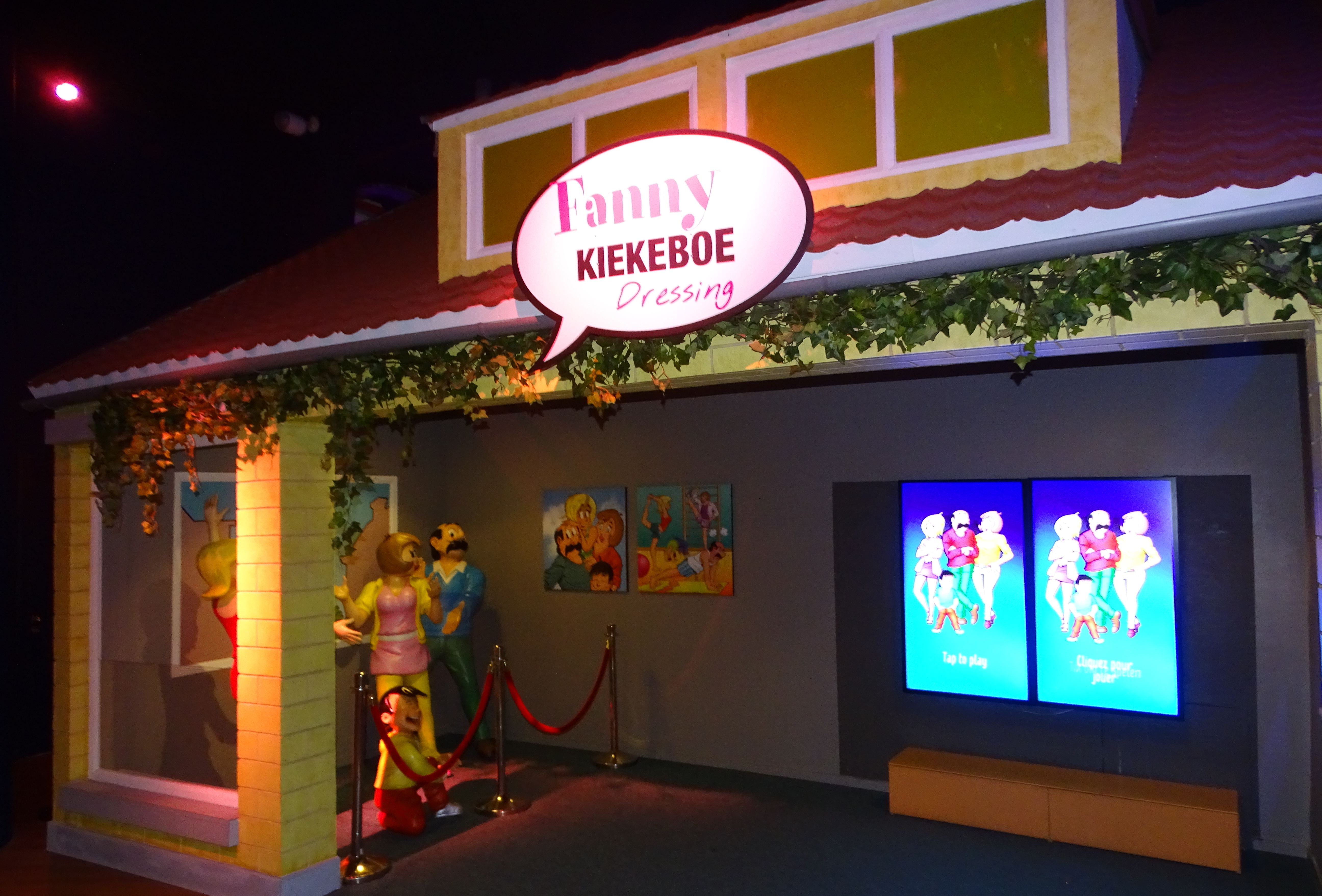
Dressing de Fanny.
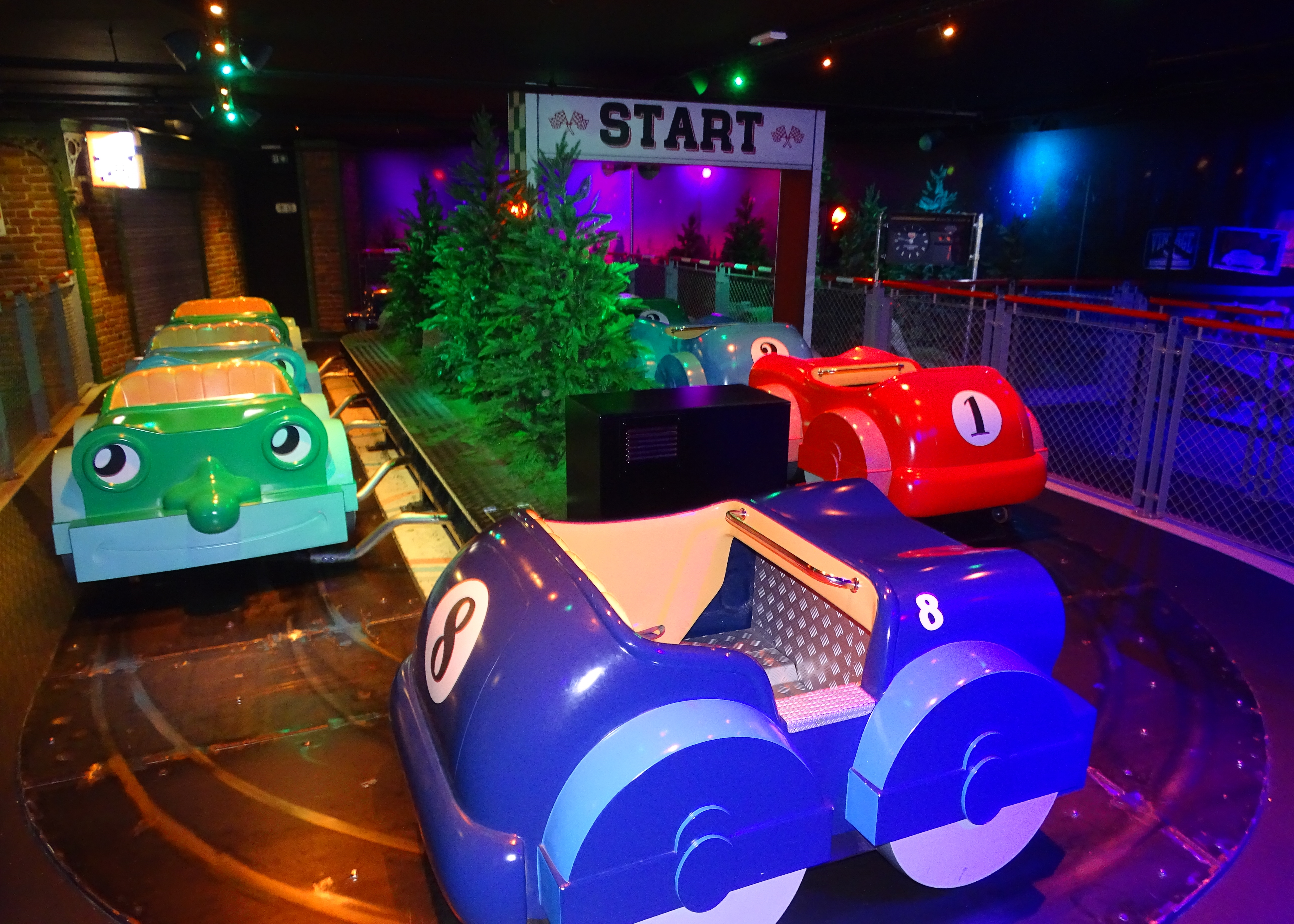
Bob & Bobette : le cascadeur casse-cou.
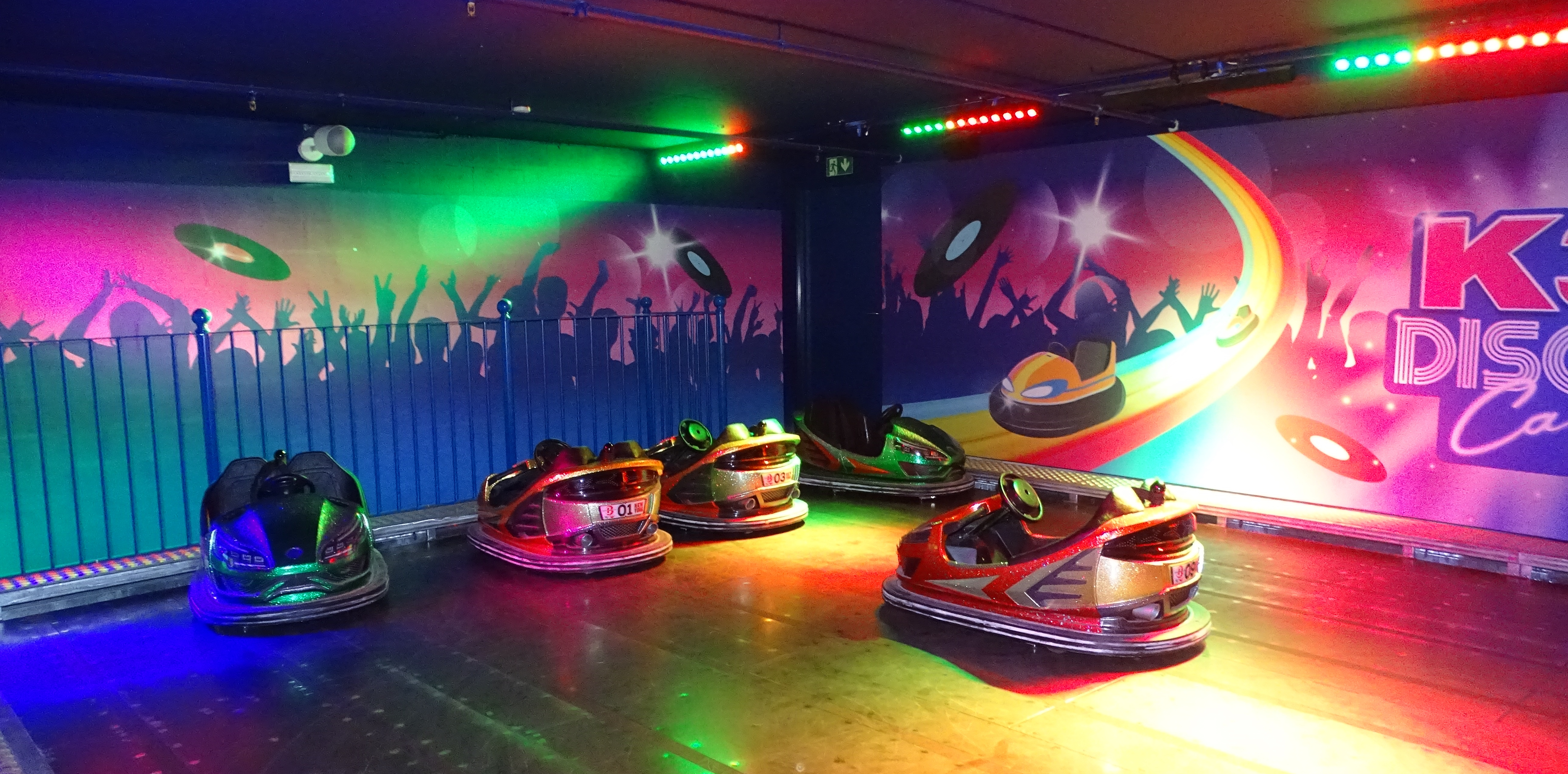
K3 Disco Cars.
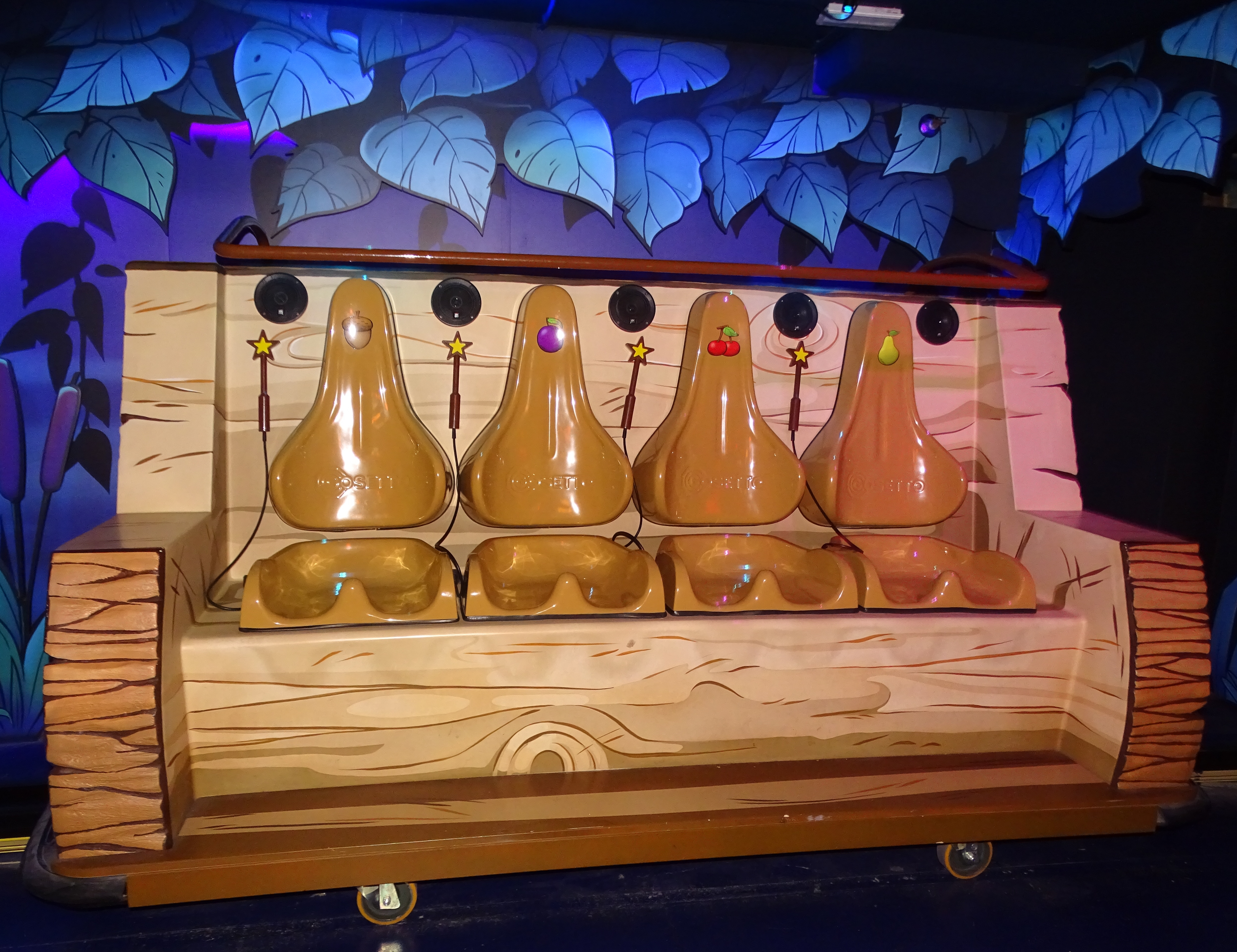
L'aventure des Schtroumpfs.
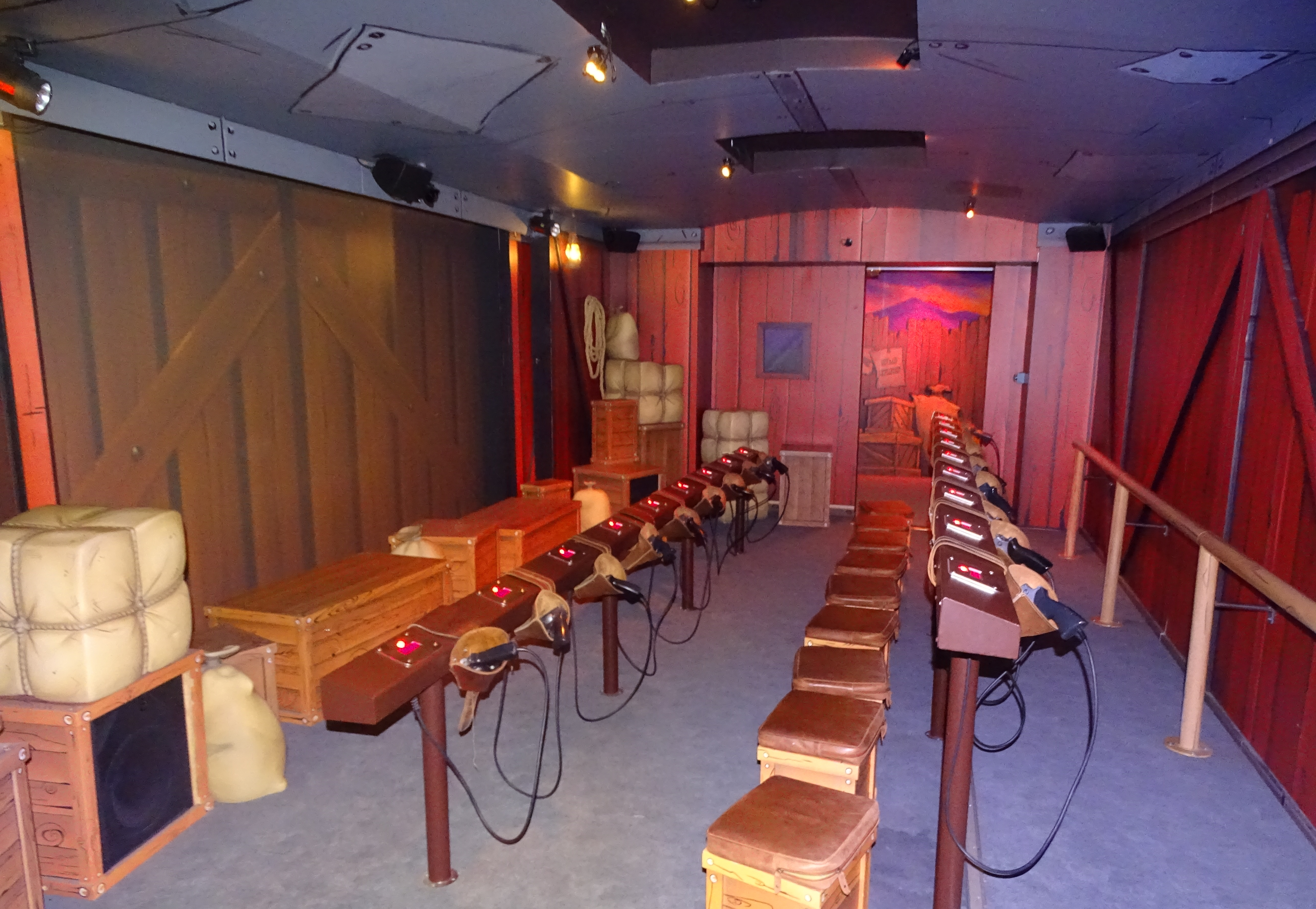
Lucky Luke Express.
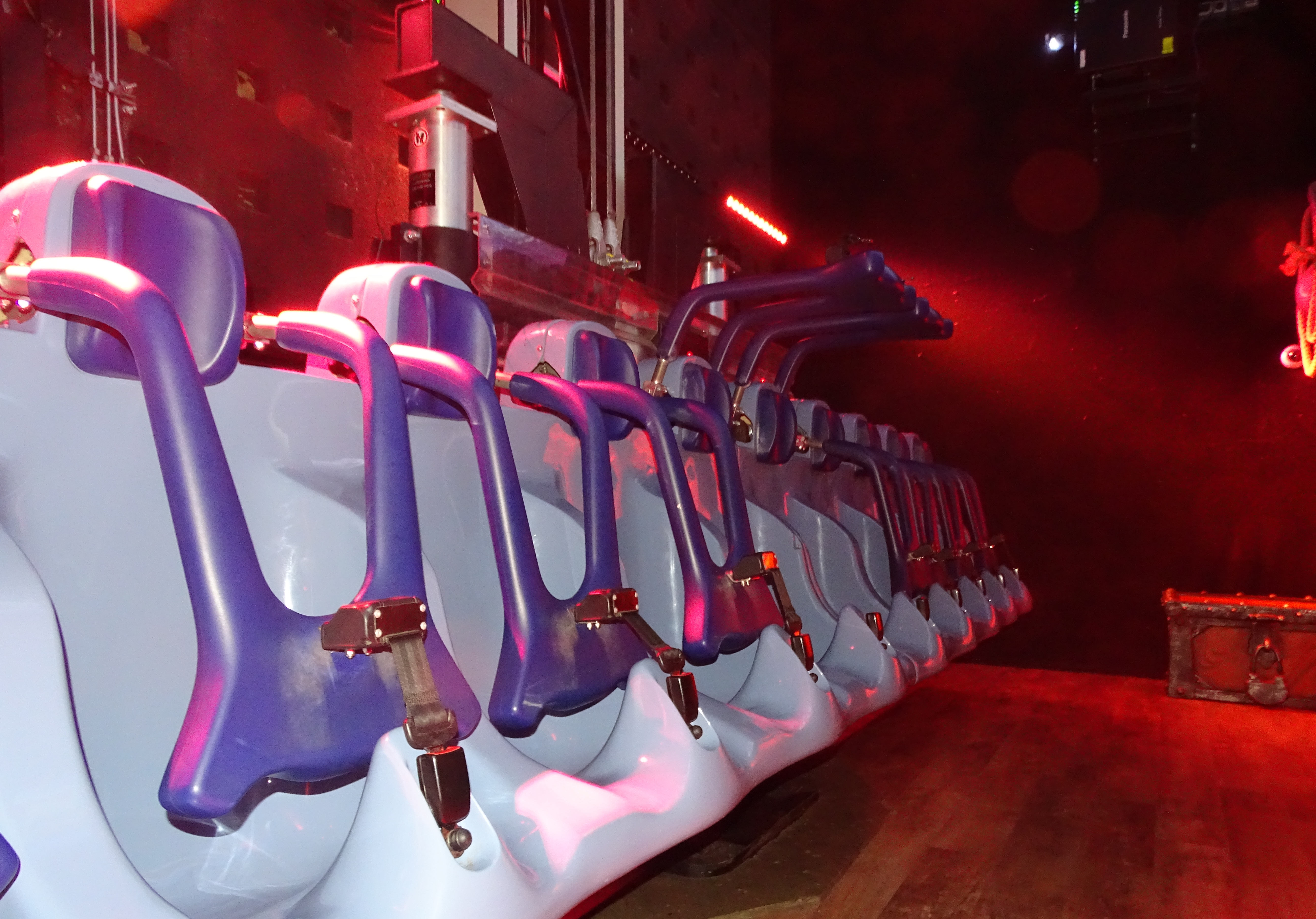
La Tour de Chute de Wickie.
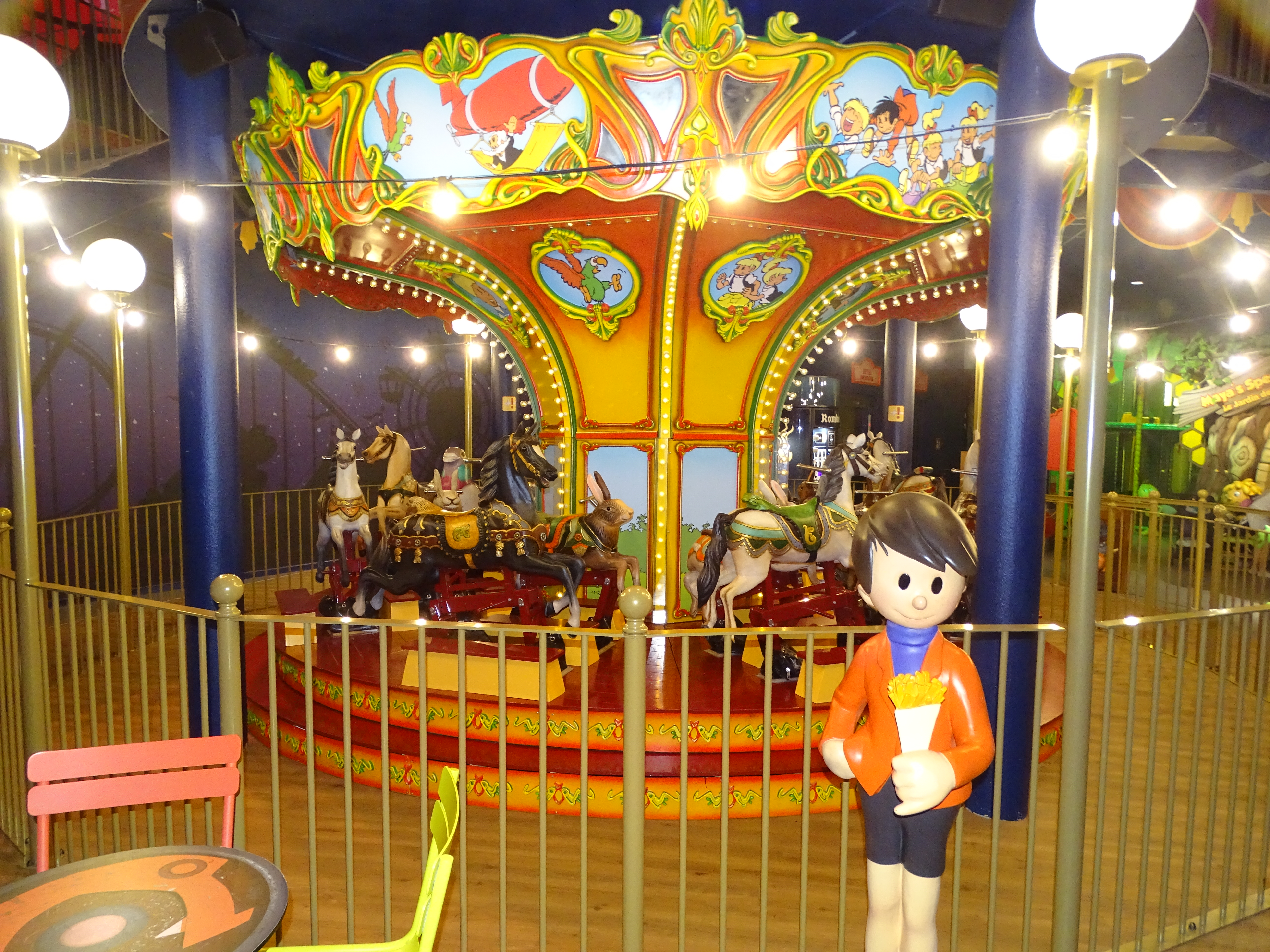
Carrousel de Gil et Jo.
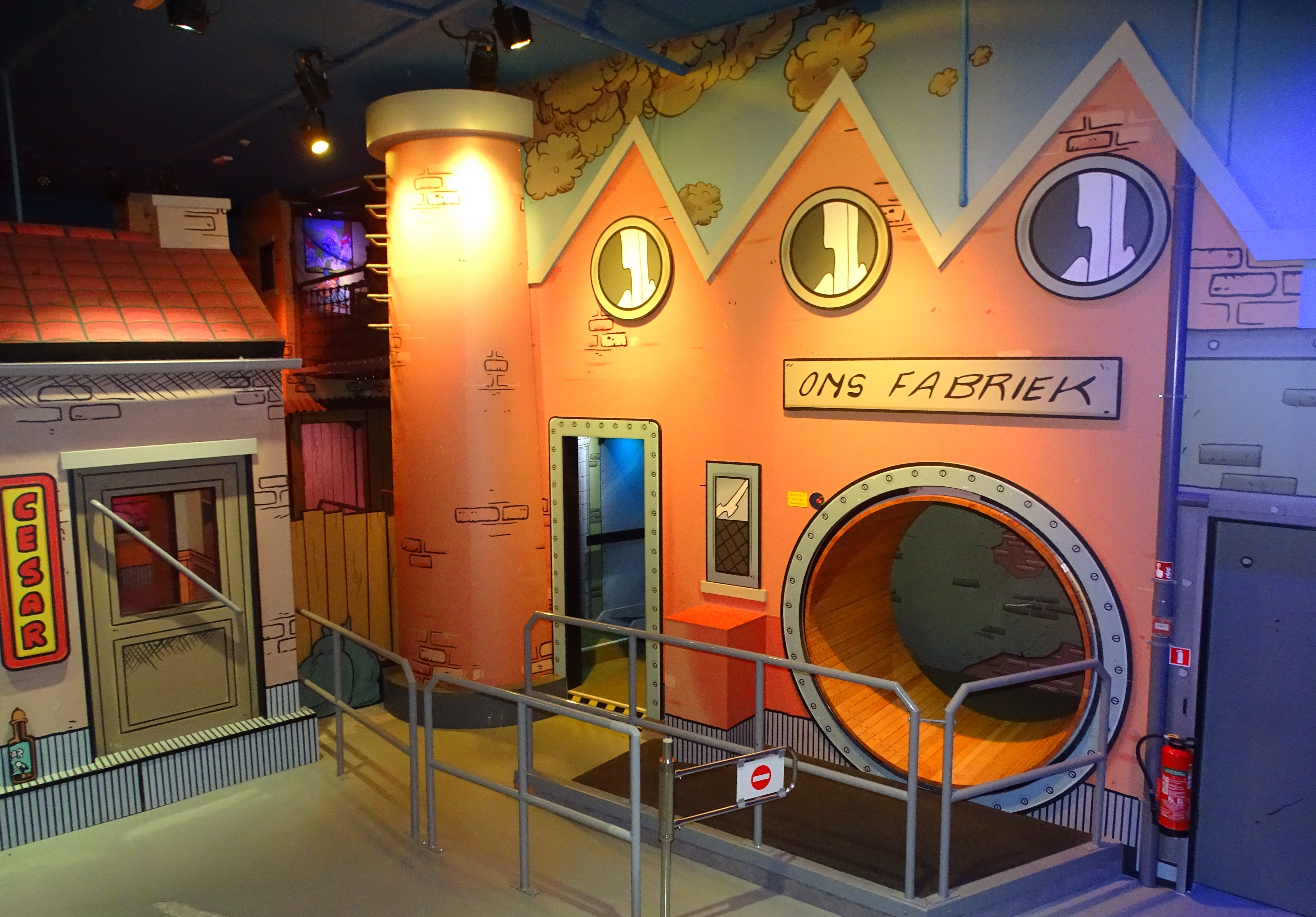
Tollembeek Tour.
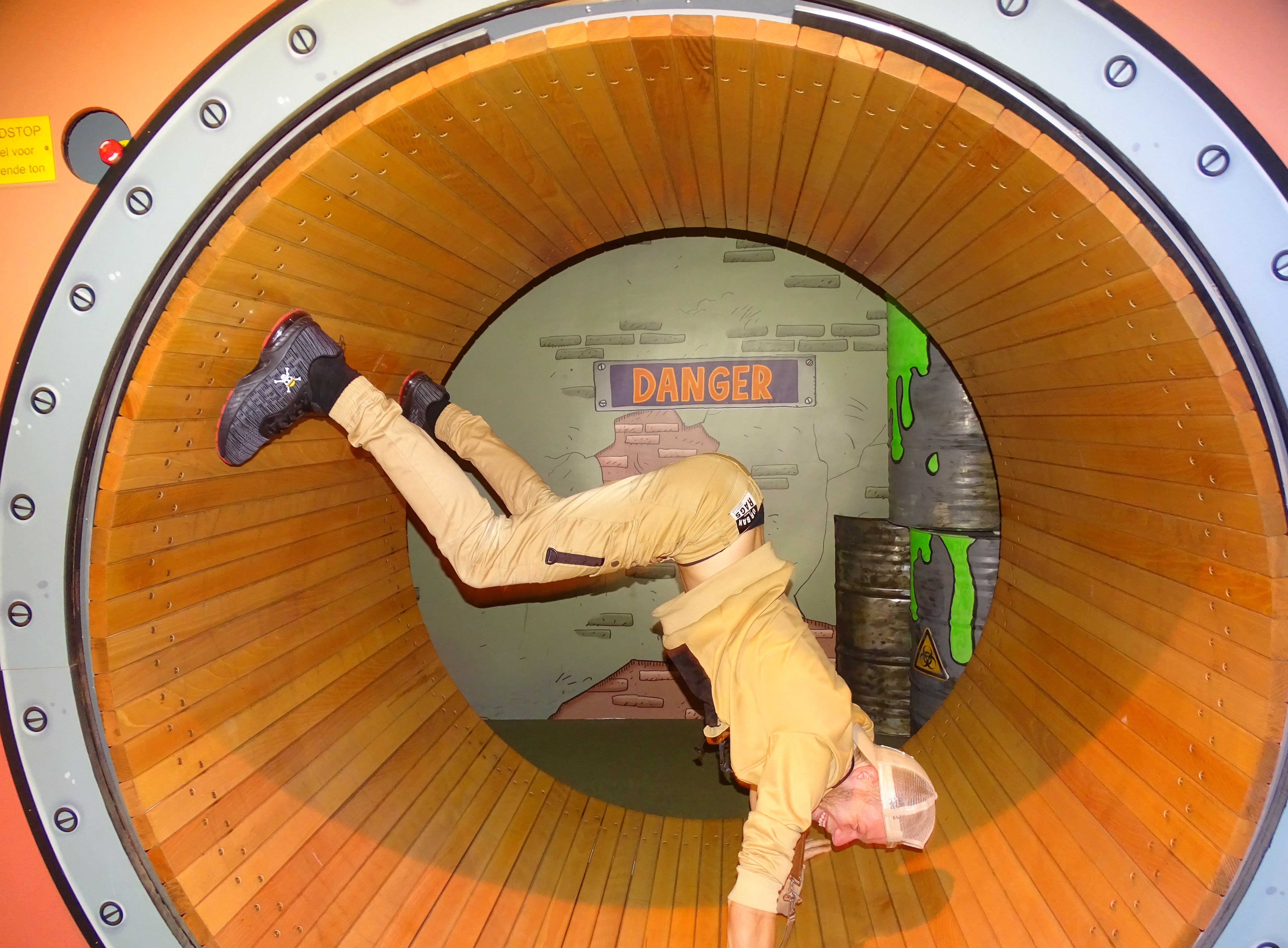
Tollembeek Tour.
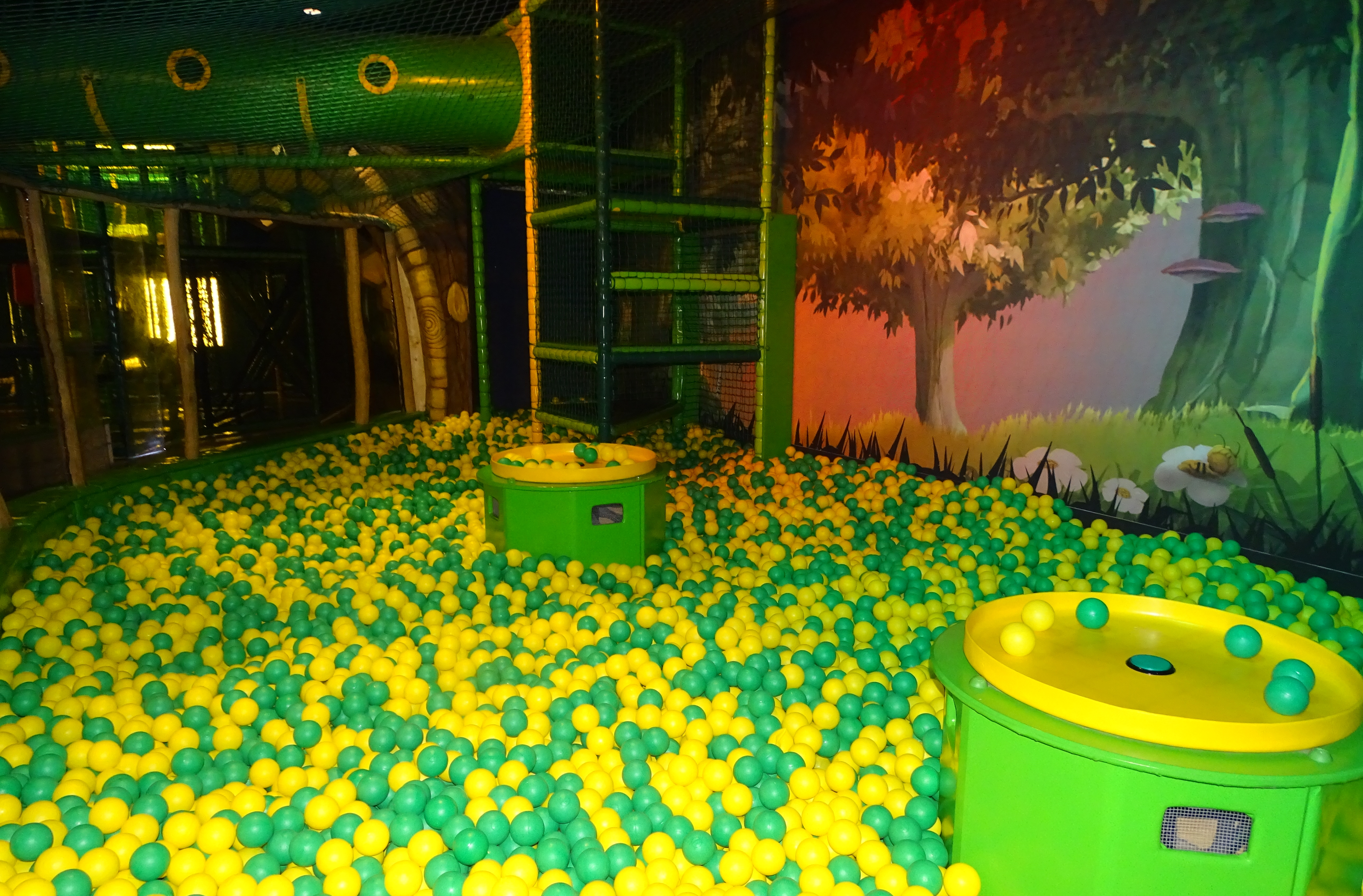
La Piscine à Balles de Willy.
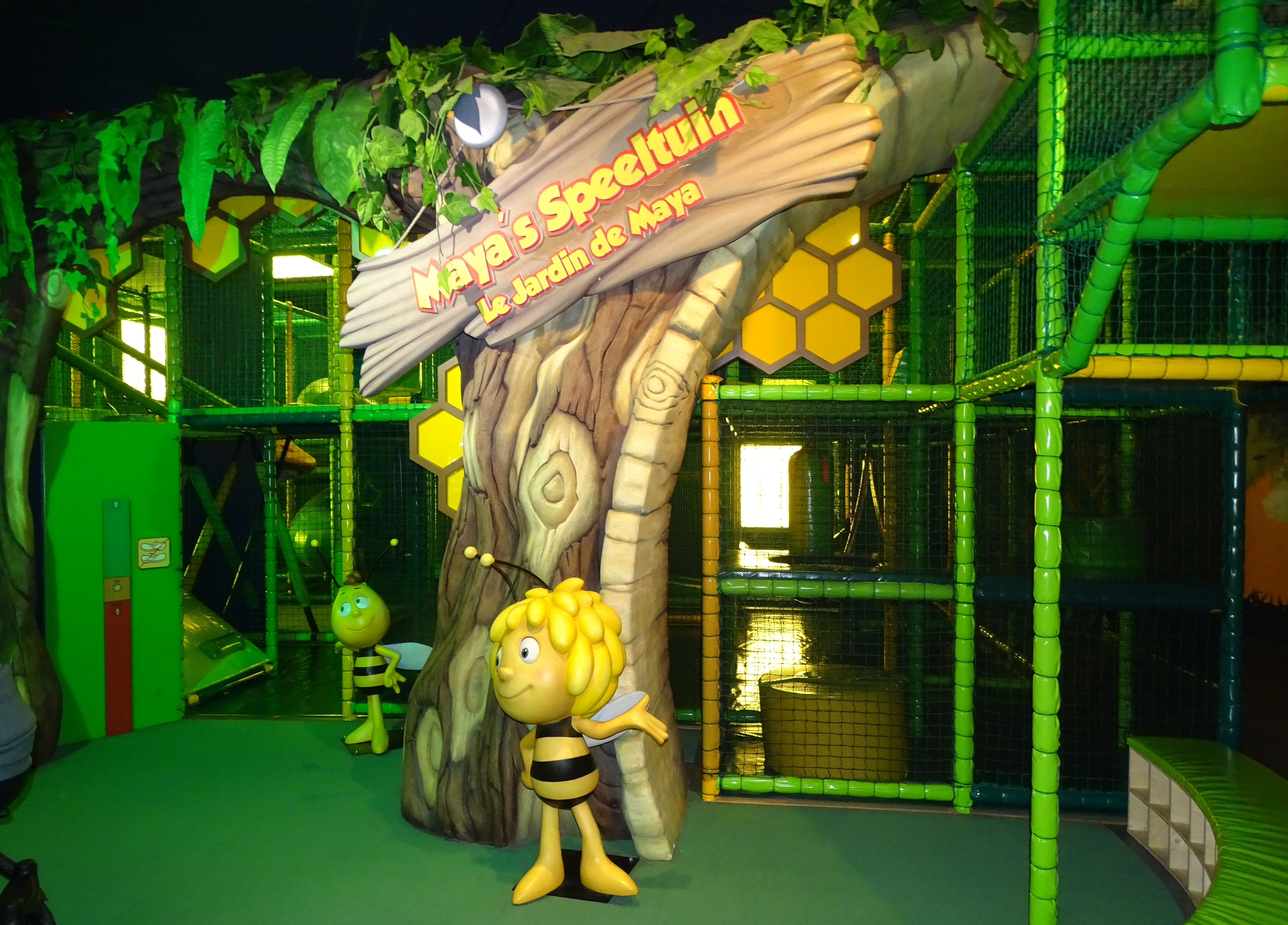
Le Jardin de Maya.